# اريك غارسيا (لاعب كرة سلة)
اريك غارسيا (5 أكتوبر 1994 في الولايات المتحدة - ) (بالإنجليزية: Eric Garcia)‏ هو لاعب كرة سلة أمريكي في مركز هجوم خلفي.

## وصلات خارجية
- اريك غارسيا على موقع كرة السلة الأوروبية.كوم (الإنجليزية)
- اريك غارسيا على موقع كلية كرة السلة في سبورتس رفرنس.كوم (الإنجليزية)
- اريك غارسيا على موقع ريلجم (الإنجليزية)
- اريك غارسيا على موقع بروبوليرز (الإنجليزية)